# Nike Hercules

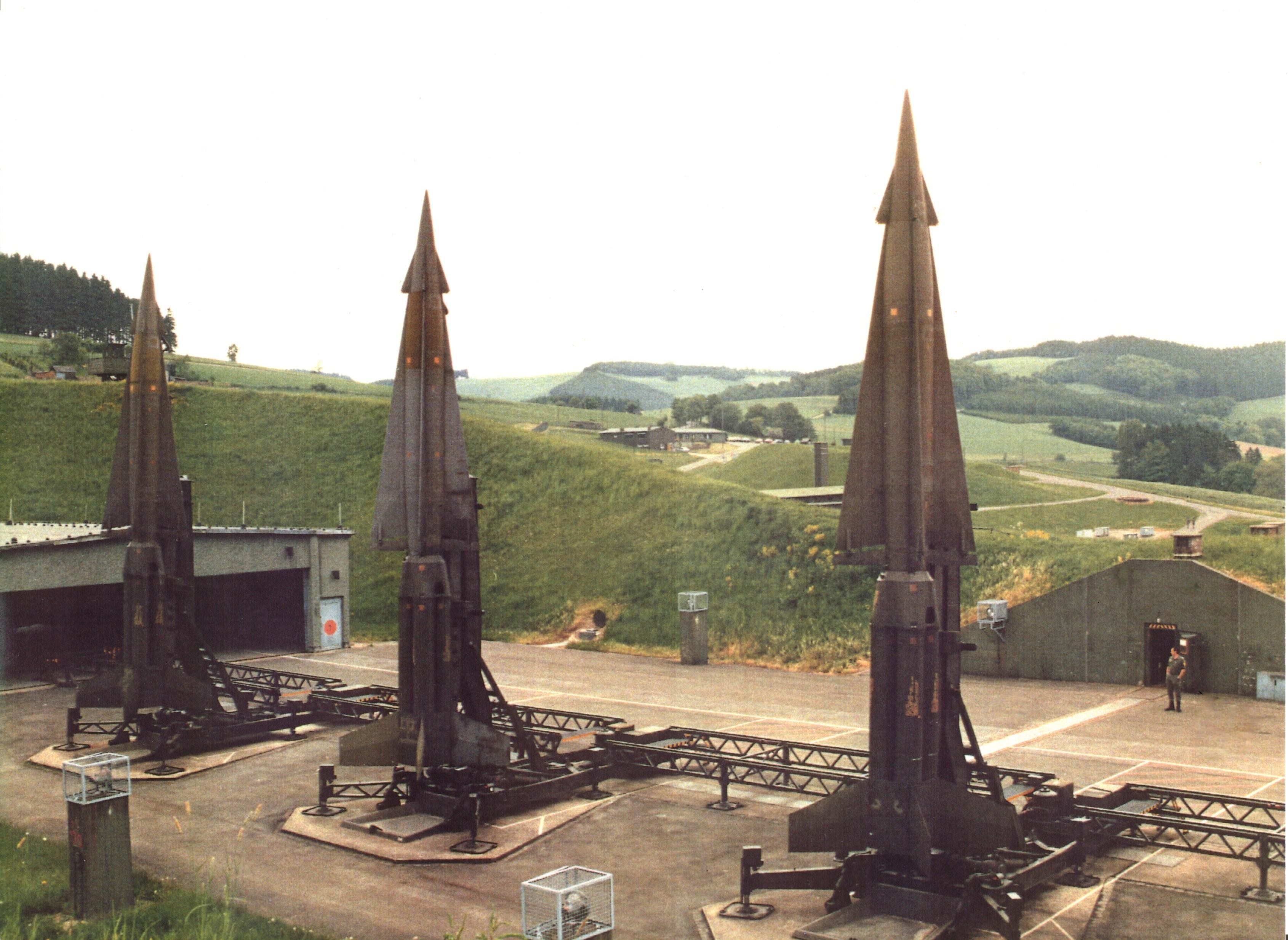
Drei aufgerichtete Nike-Hercules-Raketen im Startbereich der 1. Batterie des Flugabwehrraketenbataillons 22, 1980 in der Nike-Feuerstellung Oedingen (Kreis Olpe, NRW)

Die Nike Hercules [ˈnaɪki ˈhərkjuli:s] (auch SAM-A-25 und später MIM-14) war eine Langstrecken-Flugabwehrrakete der Zeit des Kalten Krieges aus US-amerikanischer Produktion. Das System war vorgesehen für die Bekämpfung von Flugzielen in großen Höhen, insbesondere zur Abwehr strategischer Bomber der Sowjetarmee. Die Raketen wären im Ernstfall dazu mit nuklearen Sprengköpfen bestückt worden.

## Entwicklung
Im Jahr 1952 bekam Western Electric den Auftrag zur Entwicklung eines Nachfolgesystems der Nike Ajax. Am 13. Januar 1955 fand der erste Testflug der Nike Hercules statt. Die ersten Systeme wurden 1958 an die US Army ausgeliefert. Insgesamt wurden 25.500 Lenkflugkörper produziert. Drei Jahrzehnte lang stellte die Nike Hercules das Rückgrat der NATO-Luftverteidigung dar. Ab etwa 1960 wurden Nike Hercules in großer Zahl an die Streitkräfte verbündeter Staaten ausgeliefert, darunter die Luftwaffe der deutschen Bundeswehr.

## Technik
Die Raketen waren, nachdem sich das Vorgängermodell Nike Ajax mit konventionellen Splittergefechtsköpfen als wenig zielgenau erwiesen hatte, für den Einsatz nuklearer Sprengköpfe vom Typ W31 konzipiert. Das neue Antriebssystem, das eine Vervierfachung der Leistung des Ajax-Antriebes ermöglichte, bestand aus einem Bündel von vier Feststoffraketen (Boostern) als erste Stufe und einem weiteren deutlich vergrößerten Feststofftriebwerk als zweite Stufe, das den Gefechtskopf zum Ziel transportierte.
Durch den Nuklearsprengkopf sollte die Rakete befähigt werden, feindliche Bomber-Pulks anzugreifen und dabei den sogenannten „dead man effect“ zu verhindern: Beim Angriff mit konventionellen Sprengköpfen, deren Navigation mit den damals zur Verfügung stehenden Steuerungstechniken nicht präzise genug vorgenommen werden konnte, wurde meist nur das Flugzeug selbst zerstört, nicht die Atombomben, die es im Falle einer Ost-West-Konfrontation mit hoher Wahrscheinlichkeit getragen hätte. Die Bomben wären nach der Zerstörung des Flugzeuges durch eine standardmäßige Kopplung des Zündmechanismus an die integrierten Höhenmessgeräte, die beim Überfliegen der Grenze aktiviert wurden, zur Zündung gebracht worden.
Der W31-Sprengkopf der Nike Hercules, der durch die Unterdrückung der „boosted reaction“ wahlweise verschiedene Sprengkraftäquivalente zwischen 2 und 40 Kilotonnen (kT) TNT entfalten konnte, sollte die gegnerischen Flugzeuge im näheren Trefferumkreis vollständig zerstören und Flugzeuge in größerer Entfernung zum Absturz bringen.
Die Nike Hercules verfügte über keine eigene sensorische Ausrüstung, sondern wurde durch analoge Radarfunkbefehle der dazugehörigen Bodeninstrumente in das Ziel gelenkt (Kommandolenkung). Erst seit Beginn der 1980er-Jahre wurden die zur Berechnung des Abfangkurses verwendeten Analogrechner durch digitale Prozessoren ersetzt; das System übermittelte seine Steuerungsbefehle weiterhin mit Hilfe analoger Funksignale an die Lenkflugkörper.
Die wichtigste Schwachstelle des Systems war die Tatsache, dass jede Feuereinheit (Batterie, entspricht der Kompanie-Ebene) mit der ihr zur Verfügung stehenden Radarausrüstung nur ein Ziel zur selben Zeit bekämpfen konnte. Daher konnte das ganze System durch einen Angriff mehrerer Flugzeuge schnell „gesättigt“ werden.
Ab 1975 wurde das System für die Bekämpfung ballistischer Raketen ausgerüstet. Im Verbund mit einer vorgelagerten Abwehrlinie aus Flugabwehrraketen vom Typ HAWK wurde die Verteidigung gegen tieffliegende Angreifer erweitert. Eine Modifikation der Zündkreisläufe erlaubte schließlich den Einsatz als taktische Nuklearwaffe gegen Bodenziele.

## Stationierung in Taiwan
Während des zweiten Konflikts um die Küsteninseln in der Taiwan-Straße (sogenannte Zweite Quemoy-Krise) verlegten die USA von Oktober 1958 bis August 1959 ein Raketenbataillon des 71. US-Artillerieregiments mit etwa 700 Soldaten und rund 48 Flugabwehrraketensystemen vom Typ Nike Hercules nach Taiwan.

## Stationierung in der Bundesrepublik Deutschland und Europa
In der Bundesrepublik Deutschland befanden sich 70 Batterien, von denen acht unter belgischem, zwölf unter niederländischem, 24 unter deutschem und 26 unter US-amerikanischem Befehl waren. Sie waren in das Luftverteidigungssystem NADGE der NATO integriert. Eine Batterie verfügte über 3 Abschusssektionen mit jeweils einer Halle und 3 × 3 Lenkflugkörper auf ihren Starteinrichtungen (sogenannte „Launcher“).
Die Stellungen hatten einen mittleren Abstand von 30 Kilometern und lagen entlang der beabsichtigten Rückzugslinie der NATO-Truppen entlang des Rheins und des Nordseeküstenbereiches. Die Reichweite der Lenkflugkörper lag zwischen 30 und 150 Kilometern.
In nördlicher und südlicher Richtung setzte sich dieser Sperrriegel bis Grönland und in die Türkei fort. Alle Stellungen waren mit nuklearen Sprengköpfen ausgestattet, auf den Raketen waren aber konventionelle Sprengköpfe vormontiert. Die Stellungen wurden seit 1979 im Rahmen des „Long Range Security Program“ mit Erdwällen, Perimeter-Zaunanlagen, Wachtürmen und zusätzlichen Flugabwehrmitteln ausgestattet. In jeder dieser Stellungen war neben den Kräften der Bündnisstaaten ein amerikanisches Wachkontingent stationiert, das die Nuklearsprengköpfe beaufsichtigte, die meist im innersten Bereich in Atomwaffenbunkern lagerten. Im Ernstfall hätten die US-Soldaten die Sprengköpfe zu den Raketen gebracht und die Sicherung zum Schärfen entfernt. Die jeweilige Besatzung stellte den Gefechtskopf auf die entsprechende Mission ein und die Rakete wurde auch von ihr verschossen. Die nukleare Teilhabe wurde mit Hilfe einer Sicherung am Gefechtskopf sichergestellt.
Am Boden war der Gefechtskopf W31 niemals scharf und konnte auch nicht zur Detonation gebracht werden. Die Mission legte fest, ab wann der Gefechtskopf geschärft wurde. Die Rakete musste in jedem Fall zunächst abgefeuert werden.
Das Nike-Hercules-System galt in den 1980er-Jahren als veraltet, da seine Stellungen dem Ostblock bekannt waren und damit ein Angriffsziel darstellten und besser geeignete militärische Mittel zur Verfügung standen. Im Frühjahr 1984 waren in der BRD noch rund 40 Stellungen in Betrieb. Das Einsatzprofil der Nike-Hercules wird heute durch das wesentlich leistungsstärkere Raketensystem MIM-104 Patriot wahrgenommen. Einige der Stellungen waren zunächst für die Umrüstung auf das PATRIOT-System vorgesehen. Nach dem Ende des Kalten Krieges jedoch wurden alle Teil der Konversionsmasse. Viele der oftmals auf erhöhten Positionen errichteten und abgelegenen Stellungen sind bis heute keiner neuen Nutzung zugeführt und verwildern.

## Verbreitung
In sämtlichen Nutzerstaaten ist das Flugabwehrraketensystem mittlerweile ausgemustert worden.
- Belgien

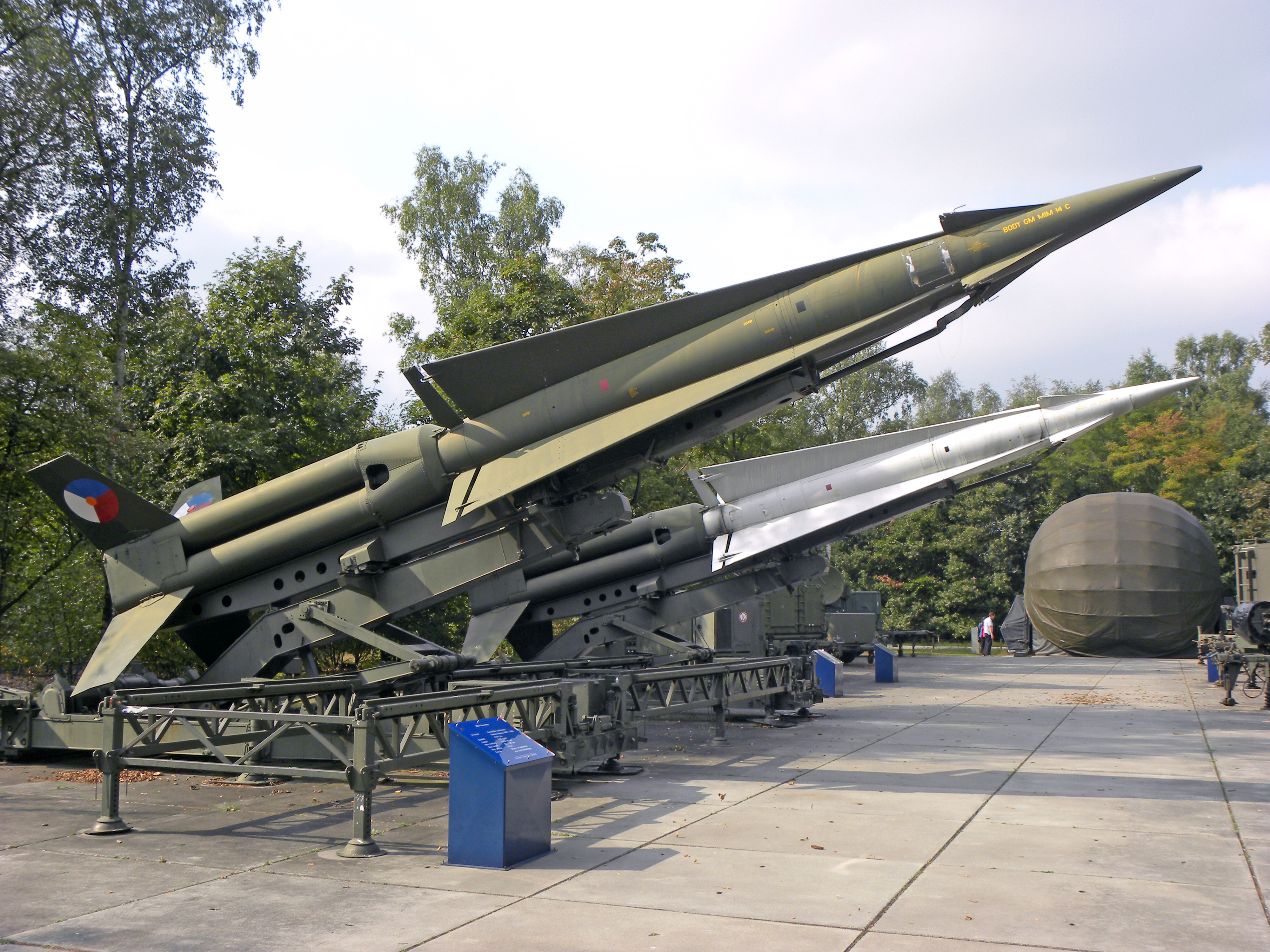
Niederländische Nike-Hercules-Raketen in einem Museum

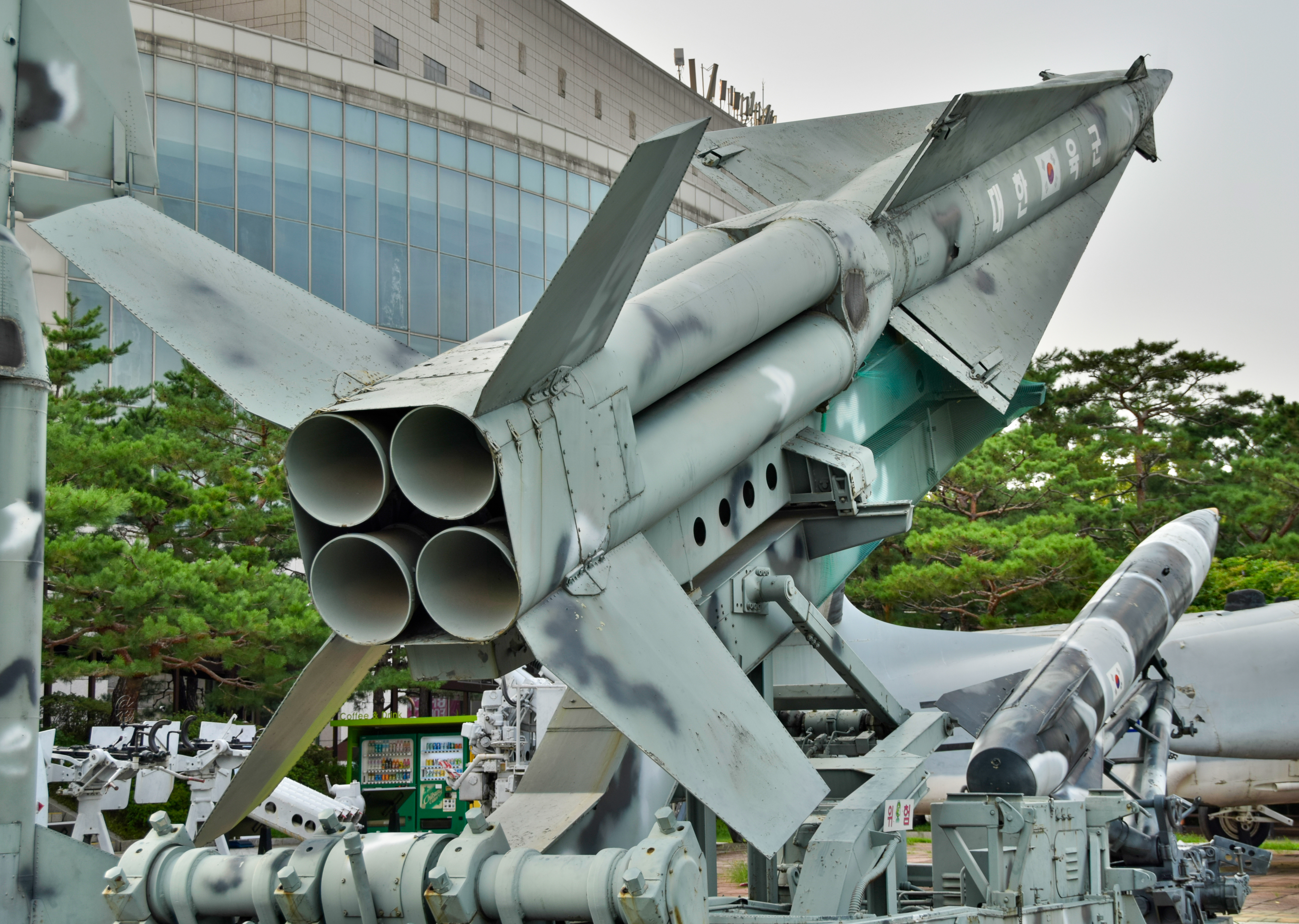
Südkoreanische Nike-Hercules-Raketen, ausgestellt im Außenbereich der Koreanischen Kriegsgedenkstätte in Seoul

- Bundesrepublik Deutschland
- Griechenland
- Italien
- Japan
- Niederlande
- Norwegen
- Spanien
- Südkorea
- Taiwan
- Türkei
- USA